# Semillón

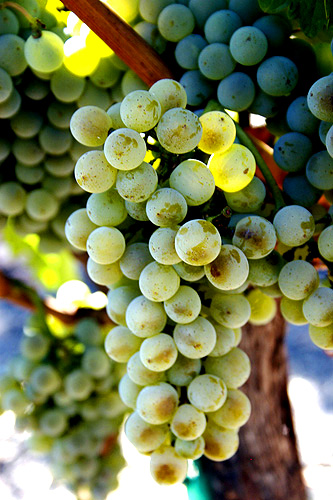
Racimos de sémillon.

La semillón (en francés, sémillon) es una variedad vitífera francesa. Es cultivada en Francia, Portugal, Israel y en varios países del Nuevo Mundo.

## Historia
La historia de la uva semillón es difícil de determinar. Se sabe que llegó a Australia por vez primera a principios del siglo XIX y que para los años 1820 la uva crecía en el 90% de los viñedos de Sudáfrica, donde se la conocía como wyndruif, esto es, "uva de vino". En el pasado, se la consideró la uva más plantada del mundo, aunque esto ya no es así. En los años 1950, los viñedos de Chile consistían en un 75% de semillón. Hoy, solo representa el 1% de los vinos del Cabo sudafricano.

## Viticultura

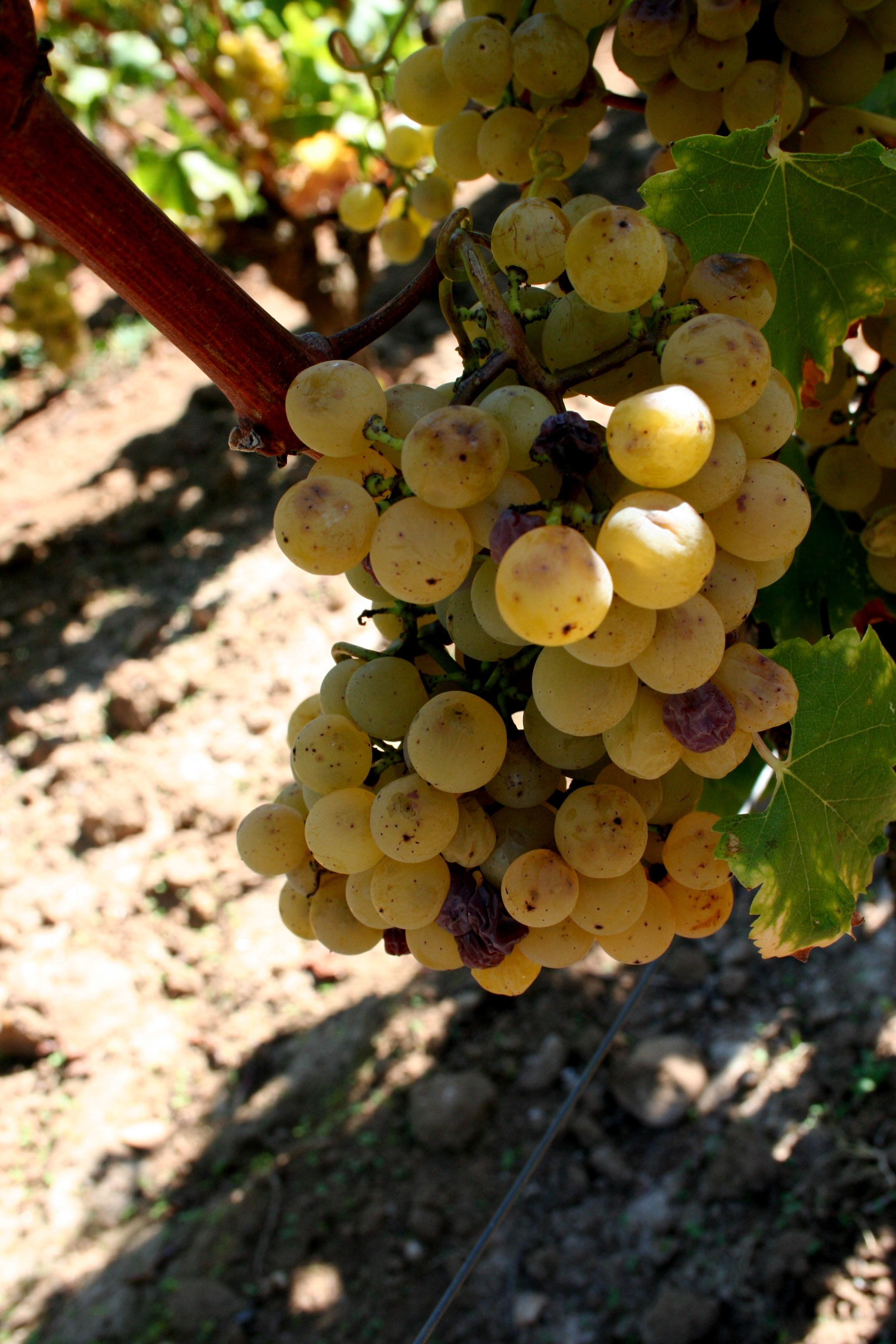
Racimo de sémillon que empieza a presentar la podredumbre noble.

La semillón, que es relativamente fácil de cultivar, produce regularmente de 6 a 8 toneladas de uva por acre de sus vides vigorosas. Es bastante resistente a la enfermedad, excepto en lo referente a la podredumbre. La uva madura pronto, adquiriendo un tono rosado en climas templados. Puesto que la uva tiene una piel fina, hay riesgo de que se queme con el sol en los climas más cálidos; es más adecuada para zonas de días soleados y noches frescas.
El semillón tiene la virtud, junto a la riesling, de pudrirse noblemente. Bajo ciertas condiciones de temperatura y humedad, un hongo (botrytis cinerea) suaviza la piel de la uva y permite que se deshidrate, por lo que toma el aspecto de uva pasa con gran contenido de azúcares y acidez, para elaborar así un vino dulce y cremoso. La fermentación del mosto se lleva a cabo lentamente y el resultado es un vino con un equilibrio perfecto entre acidez, azúcar y alcohol, con un intenso aroma floral y sabor amielado que, en buena parte es dado por el hongo.
La uva semillón es bastante pesada, con baja acidez y una textura casi oleosa. Tiene alto rendimiento y los vinos que se basan en ella pueden envejecer a lo largo de mucho tiempo. Junto con la sauvignon blanc y la moscatel, la semillón es una de las únicas tres variedades de uva blanca aprobadas en la región de Burdeos. Es también clave en la producción de blancos dulces como el de Sauternes.

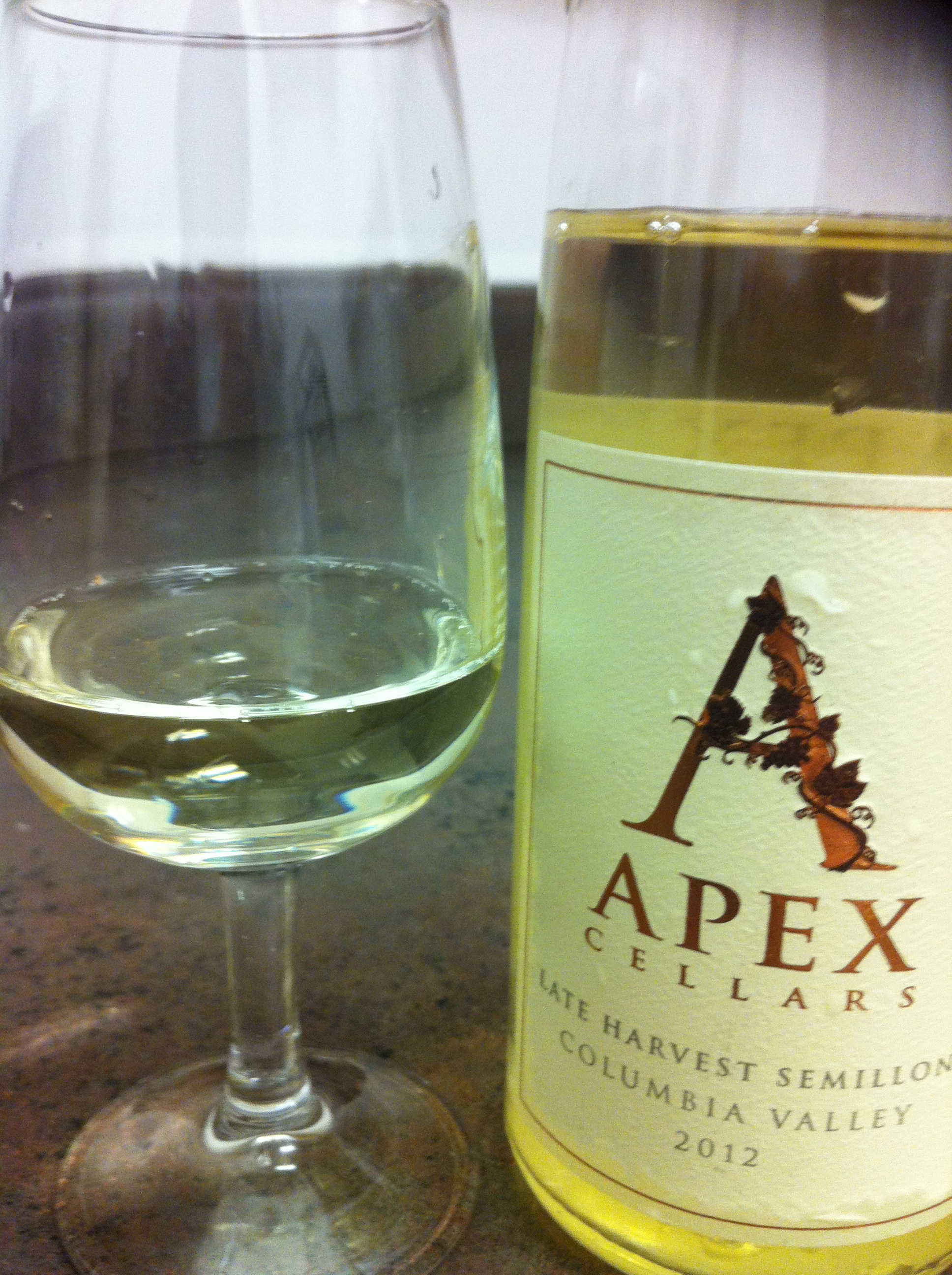
Un vino del estado de Washington realizado con semillón de una cosecha tardía.

## Países

### Francia
En Francia, la sémillon crece sobre todo en Burdeos, donde es mezclada con la sauvignon blanc y la moscatel.
En los vinos vinos secos, se le llama bordeaux blanc y está permitida en las AOC de Pessac-Léognan, Graves, Entre-Deux-Mers y otras con menos renombre. En los vinos secos suele ser un componente menor en un vino de mezcla. No obstante, cuando se usa en Burdeos para hacer vinos dulces (como los e Sauternes, Barsac y Cérons) suele ser la variedad mayoritaria de los vinos de mezcla. En estos vinos, la vid se expone a la podredumbre noble o a la botrytis cinerea, que consume parte del contenido de agua de la uva y concentra la cantidad de azúcares presentes en la pulpa. Cuando la uva tiene botrytis cinerea, aumentan la acidez de la uva y sus niveles de azúcares.
Debido a una disminución de la popularidad de la variedad, se han cultivado algunos clones en viveros para hacer vinos de menor calidad. En 2008, diecisiete productores de Burdeos, incluyendo Château d'Yquem, Château Olivier, Château Suduiraut y Château La Tour Blanche, formaron una asociación para cultivar sus propios clones.

### Otras regiones
La uva también se planta en Portugal, Israel, California, Chile, Argentina, Sudáfrica, Australia y Nueva Zelanda.
Actualmente se dice que Chile es el país con mayores plantaciones de esta uva, aunque la superficie plantada de semillón fluctúa a menudo. Los productores californianos plantan semillón principalmente para mezclarla con sauvignon blanc. La uva también se encuentra plantada en Argentina, donde existen dos zonas ideales para su implantación por sus características climáticas: el valle de Uco y en el Alto Valle del Río Negro. En el primer lugar, el semillón da vinos ricos y complejos en fruta, con un deje a miel y una interesante estructura, y en la segunda región aparecen notas a minerales y terrosas, con un matiz frutado que recuerda a la manzana.